# 博多電気軌道
博多電気軌道株式会社（はかたでんききどう）は、福岡県福岡市において路面電車を運営していた事業者である。西日本鉄道（西鉄）の前身の一つ。
1910年（明治43年）から1912年（明治45年）にかけて存在した初代法人と、同社が電力会社の九州水力電気に合併された後、再独立する形で1929年（昭和4年）に設立され1934年（昭和9年）まで存在した同名の2代目法人がある。初代法人は軌道事業の他に電気供給事業を営み、2代目法人は小規模なバス事業を兼営した。本項では初代法人と2代目法人の間の電力会社時代の事項についても記述する。
経営していた路線は1934年に2代目博多電気軌道から福博電車株式会社へと移管され、さらに戦時統合で1942年（昭和17年）より西鉄福岡市内線の一部となった。

## 沿革

### 初代博多電気軌道の設立

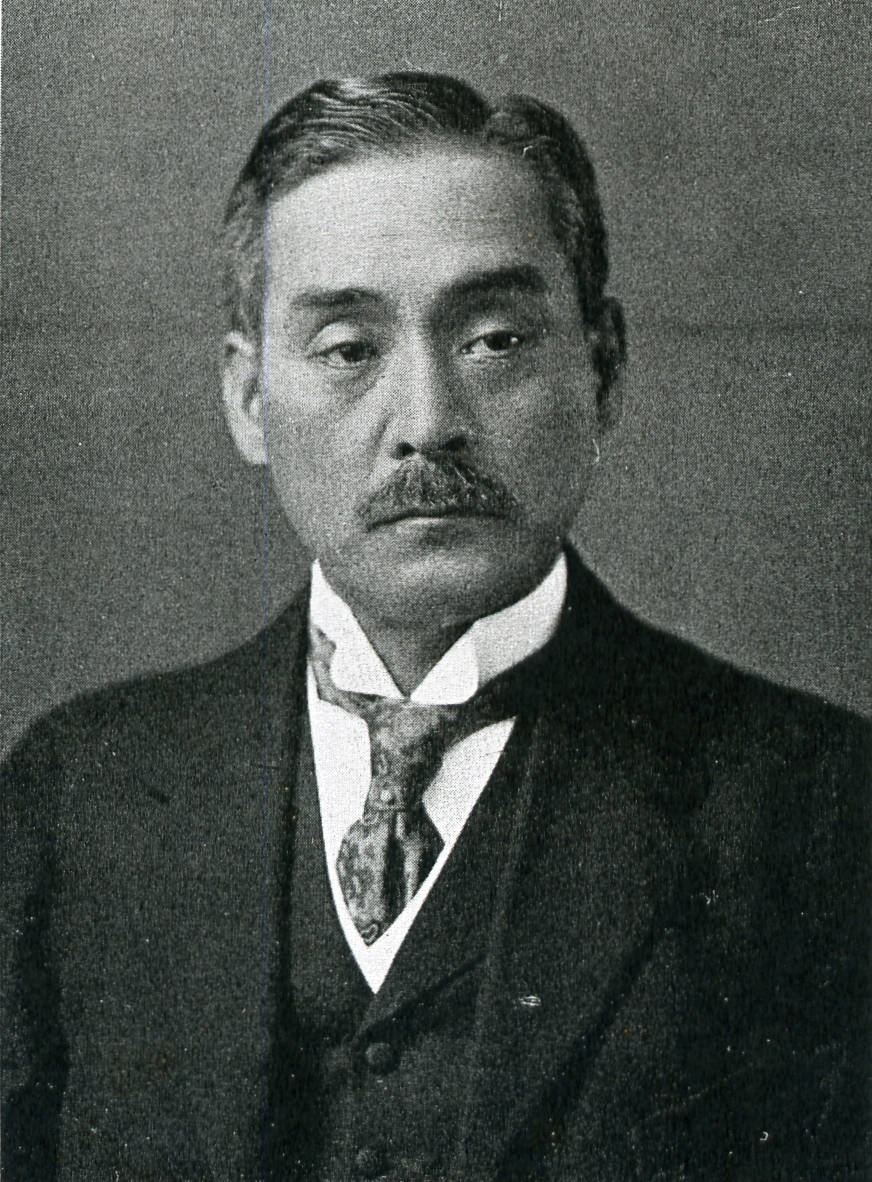
太田清蔵

1900年（明治33年）、大分県にて豊州電気鉄道が開業し、九州地方にも電気鉄道が出現した。その後福岡市でも電気鉄道建設を目指す動きが始まる。中でも早いものは当時博多電灯という福岡市の電灯会社で取締役を務めていた太田清蔵らが立案した計画で、会社設立認可を得るところまで具体化したものの、会社設立には至らず立ち消えとなってしまった。日露戦争後になると企業ブームを背景に福岡市内での馬車鉄道や電気鉄道の計画が相次いで立てられ、その中から東京の福澤桃介を中心とするグループが市の後援を得て会社設立に漕ぎつけた。これが1909年（明治42年）に設立された福博電気軌道であり、翌1910年（明治43年）3月に福岡市街を縦貫する電気鉄道を開業させた。同社の社長は福澤桃介、専務は松永安左エ門で、取締役には地元福岡の実業家太田清蔵・渡辺綱三郎（渡辺与八郎の弟）らが名を連ねた。
こうした福博電気軌道の動きとは別個に、「博多馬車軌道」の起業を計画する嘉穂郡の坂口栄らに対し、1909年7月30日付で筑紫郡堅粕村（吉塚駅前）から福岡市橋口町（天神付近）に至る3.9キロメートルの軌道敷設特許が下りた。この計画は許可後電気鉄道に改められ、翌1910年3月31日、資本金150万円で博多電気軌道株式会社として会社設立に至った。発起人には太田清蔵・渡辺与八郎（渡邉與八郎）・麻生太吉ら地元実業家や、北九州の九州電気軌道設立に関与した神戸財界の川崎芳太郎・小曽根喜一郎らも参加しており、社長には平岡良助（平岡浩太郎長男、鉱業を営む）が就き、取締役には渡辺与八郎や富安保太郎らが名を連ねた。
路線の開業に先立つ1910年7月、博多電気軌道は電源確保のため未開業の電力会社筑紫水力電気（1910年1月設立、資本金50万円）から事業を買収し、電気供給事業を兼営とした。次いで同年10月6日には福岡市の西方、糸島郡で非電化の軌道線を運営していた北筑軌道を合併した。

### 循環線建設
会社設立後、博多電気軌道は1910年（明治43年）7月に福岡市内や博多駅前への軌道敷設特許を追加で取得。市街地の周囲を循環する環状線の建設を目指し、翌1911年（明治44年）10月2日にその西半分にあたる、博多駅前停留場から天神町停留場を経て取引所前停留場へと至る区間をまず開業させた。次いで同年11月15日には取引所前から先、豊平停留場（後の大学通）まで延伸し、翌1912年（明治45年）1月30日には循環線と吉塚駅を連絡する、三角停留場への支線も開業させた。こうして博多駅前から吉塚駅前（三角）へ至る路線が完成したものの、循環線としては全体の約4分の3が開業しただけで、残余区間は用地買収の難航から開業が遅れた。
先に開業した福博電気軌道が県・市が建設した道路に軌道を敷設したのとは対照的に、博多電気軌道では取締役の渡辺与八郎が取得した私有地に道路を建設し、そこに軌道を敷設していた。その渡辺が開業直後の1911年10月29日に、当時九州で炭鉱労働者を中心に原因不明の風土病として恐れられていたワイル病により46歳で急死すると、会社では顕彰の意味を込めて道路の一部を「渡辺通り」と命名している。
吉塚延伸後の1912年7月1日、当初から計画していた貨物営業を開業した。貨物線の区間は国鉄吉塚駅構内から博多港の博多築港停留場までで、既設市街線の軌間は1,435ミリメートルであるのに対し貨物線は国鉄線から貨車を直通させる目的で1,067ミリメートル軌間を採用したことから、市街線と貨物線が重なる幾世町までの区間は三線軌条とされた。この貨物線は鉄道駅と駅から離れた港を結ぶ臨港線の役割を担っており、国鉄線（後に筑前参宮鉄道線も追加）と直通する貨車を自社の専用車両で牽引するという運行形態を採った。

### 九州水力電気との合併

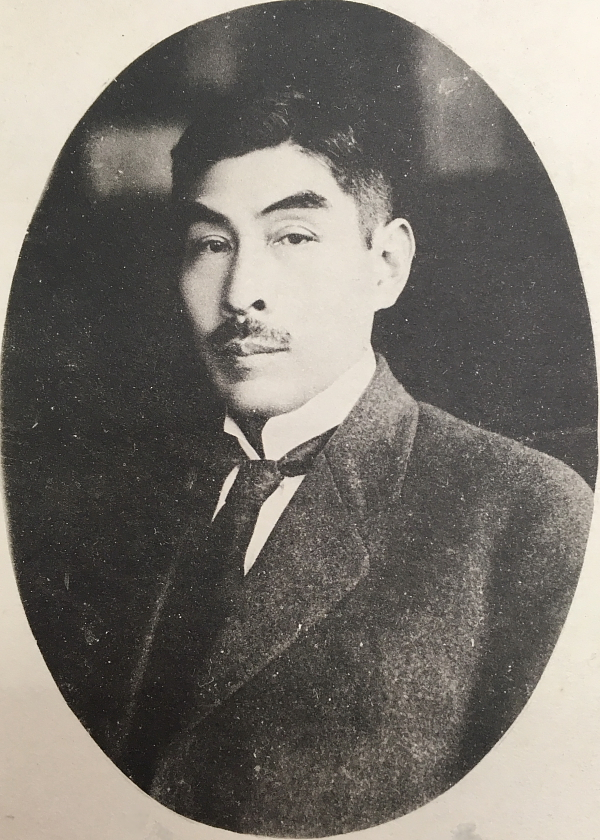
九州電灯鉄道常務松永安左エ門（後の東邦電力社長）

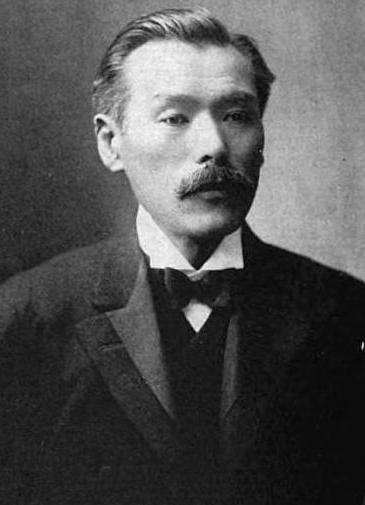
九州水力電気第2代社長日比谷平左衛門

博多電気軌道が筑紫水力電気から買収した電気供給事業は、電気軌道事業と同じく1911年10月に開業した。電源は南畑発電所（水力・750キロワット）で、福岡市内から筑紫郡・糟屋郡・早良郡の各一部にまたがる供給区域を持っていた。そのうち1911年10月より供給を始めたのは筑紫郡二日市町（現・筑紫野市）と大宰府町（現・太宰府市）で、翌1912年4月には水城村（同）・大野村（現・大野城市）・那珂村（現・福岡市）と糟屋郡宇美村（現・宇美町）でも開業している。
開業した郊外地域以外にも、博多電気軌道は福岡市内とその周辺町村（筑紫郡住吉町・千代村・堅粕村・豊平村・警固村、いずれも現・福岡市）にて地下配電線方式による電灯供給を認可された。この地域は博多電灯軌道（1911年11月に博多電灯と福博電気軌道が合併し成立）の独占的な地盤であったことから、同社は供給事業方面での博多電気軌道の進出を恐れた。そこで博多電灯軌道では大株主であった筑豊の炭鉱業者堀三太郎が旗振り役となって博多電気軌道の合併を推進し、麻生太吉・安川敬一郎・中野徳次郎といった炭鉱業者を仲介に1912年2月より合併交渉を始めた。しかし堀派は佐賀県の九州電気との合併を優先すべきとする福澤・松永派との社内対立に敗れ、その結果博多電灯軌道と九州電気の合併が先に成立して1912年6月に九州電灯鉄道の成立をみた。
九州電灯鉄道成立後も博多電気軌道との合併交渉は進められたが、九州電灯鉄道は6月上旬になって合併条件を引き下げ、博多電気軌道の35円払込5万株・払込総額175万円に対して新株25円払込2万8000株・払込総額70万円を交付する（別途解散費用5万円も交付）という合併比率を提示した。こうした行動は博多電気軌道の財務状況を懸念してのことと言われるが、当然博多電気軌道側にとって好ましいものではないため、合併交渉は難航した。そのため7月になると、合併交渉の難航を見た九州水力電気が博多電気軌道の合併に参入した。同社は和田豊治・日比谷平左衛門ら富士瓦斯紡績経営陣が中心となって設立した新興の電力会社で、1911年4月に会社が発足して当時筑後川水系にて大規模水力発電所を建設中であった。
九州水力電気が共通の大株主中野徳次郎を介して博多電気軌道側に提示した合併比率は、新株12円50銭払込7万株・払込総額87万5000円を交付するというもので、九州電灯鉄道側が提示するものよりも有利であった。博多電気軌道はこれを受け入れ1912年7月17日の役員会にて九州水力電気への合併を決定した。だが九州電灯鉄道の巻き返しがあり19日には麻生太吉の調停によって九州電灯鉄道と博多電気軌道は合併仮契約を締結するに至る。ところが翌20日、博多電気軌道の大株主会が九州水力電気との合併を主張すると同社経営陣はこの契約をすぐに撤回、改めて九州水力電気との合併仮契約を締結した。8月9日、株主総会で合併契約は承認され、その後九州電灯鉄道による合併決議無効訴訟などの妨害があったものの、11月4日に九州水力電気と博多電気軌道の合併が完了した。
合併により博多電気軌道の路線は旧北筑軌道線も含めて九州水力電気が継承。大分県の旧豊後電気鉄道線（「大分電鉄線」と呼称）と区別するため市街電車線は「福岡電鉄線」とされた。その後1914年（大正3年）4月22日に、用地買収難航のため開業が遅れていた循環線の残存区間が開業し、博多電気軌道の計画線がすべて開業するに至った。

### 九州水力電気による経営
九州水力電気が博多電気軌道を合併した後の1913年（大正2年）になって、九州水力電気そのものと九州電灯鉄道の合併話が具体化する。しかし結局条件面で折り合わず交渉は決裂、両社は福岡市場での電気供給事業をめぐって対立を続けた。従って福岡市における電車経営が一元化されることはなく、旧博多電気軌道線は九州水力電気、旧福博電気軌道線は九州電灯鉄道（1922年以降東邦電力）、と分立した状態が長く続いた。
九州水力電気福岡電鉄線は循環線全通により大きく利用を伸ばし、1914年度には年間290万人の利用があった。その後乗客数は第一次世界大戦中と戦後の好況により急増、1918年度に年間500万人を超え、1920年度には戦後恐慌が発生したにもかかわらず年間880万人に達した。北筑軌道線も同様に乗客が増加し、1910年代前半に60万人台であった年間乗客数は1917年度より100万人を超えている。貨物輸送量は大戦景気を背景として沿線に炭鉱を抱える北筑軌道線の方が大きくなり、ピーク時には年間20万トン以上を輸送した。
輸送量の増加や沿線の早良郡西新町・姪浜町（いずれも現・福岡市）の市街地化に対処するため、今川橋停留場（西新町）と加布里停留場（現・糸島市）を結ぶ北筑軌道線のうち、今川橋から姪浜停留場までの4.0キロメートルを電化する認可を1919年（大正8年）12月に取得した。この区間には軌間1,435ミリメートルで線路を敷設の上で電化し、1922年（大正11年）7月26日より電車運転を始めた（「北筑電鉄線」と称す）。電化の結果、北筑軌道線の運転系統は姪浜にて分割されたが、貨物列車は全線にわたり蒸気機関車牽引が継続され、電化区間は電化前の914ミリメートル軌間と併用の三線軌条とされた。なお非電化区間はその後の北九州鉄道線（現・JR筑肥線）の開通によって並行路線と化して存在意義を失ったため、鉄道省の斡旋により北九州鉄道による買収（事実上の補償）が決定、1928年（昭和3年）5月31日付で許可を得て北九州鉄道へと営業休止の上で譲渡した。
電化がなった北筑電鉄線の起点は樋井川に架る今川橋の西側で、橋の東側を終点（今川橋停留場）とする東邦電力線と接続していたはいたものの、福岡市内線（循環線・吉塚支線）との連絡は他社線頼みであった。このため九州水力電気では市内線と北筑線を直接繋ぐ「城南線」を北筑線電化と同時に計画し、1920年（大正9年）6月に軌道敷設特許を取得する。沿線での耕地整理に伴う経路変更を経て、城南線は市内線渡辺通一丁目停留場と北筑線西新町停留場を結ぶ5.0キロメートルの新線として1927年（昭和2年）3月26日に開業した。各線の乗客数は福岡市内線については1923年度に年間1000万人を突破してからは伸び悩みの状態、北筑線については部分電化後年間200万人を超えてはいたものの減少傾向にあったが、城南線の開通で両線とも大きく増加し、1928年度には城南線を含む全体の年間乗客数が2000万人に達した。

### 2代目博多電気軌道の設立
長く九州水力電気の兼業として経営されてきたが、同社が抱える鉄道事業や化学事業の収益は本業である電気供給事業に比して著しく小さく、しかも福岡地区の軌道線を除いて経営不振であったことから、1926年（大正15年）12月に兼業部門を分社化する方針を固めた。まず分離されたのが大分電鉄線で、翌1927年（昭和2年）に別府大分電鉄（現・大分交通）が設立された。続いて同年12月、福岡市内線と北筑電鉄線を分離することを決定。1年半後の1929年（昭和4年）5月5日付でその受け皿となる新会社博多電気軌道株式会社（2代目）が設立され、同年7月1日付で事業譲渡が完了した。
新設の博多電気軌道は資本金200万円（うち払込50万円）で、総株数4万株のうち3万8100株を九州水力電気が、残りを同社経営陣が保有した。路線は市内線（循環線・吉塚支線）8.5キロメートル、城南線5.0キロメートル、北筑線4.0キロメートルからなる。1930年（昭和5年）10月21日、単線で開業した城南線のうち渡辺通一丁目停留場から高等学校前停留場までの2.9キロメートルの複線化が完成した。分離後の営業成績は、乗客数については年間2000万人を超えてはいたものの乗合バス事業の発達に伴って伸び悩んだ。1932年（昭和7年）上期になって博多電気軌道もバス事業へ進出しているが、収入は1000円程度（軌道収入の1パーセント以下）とごく小規模な事業であった。一方この時期、貨物輸送については好調で、博多築港からの石炭積み出しが増加して1934年度に年間40万トン規模となっている。
1932年3月18日、北筑線のうち起点今川橋停留場（西新町新地）から城南線と接続する西新町停留場までの区間の路線および軌道敷設特許を東邦電力へと2万6000円で売却した。これは東邦電力が木造の今川橋を架け替えて橋を挟んで線路が途切れている自社線と北筑線を接続させる計画を立てたためで、3月25日より同区間の営業が開始された。この路線譲渡によって博多電気軌道線の営業キロは合計17.2キロメートルとなった。

### 福博電車株式会社への統合
博多電気軌道から東邦電力への一部路線譲渡が実行できた背景には、九州水力電気と東邦電力の間に生じていた供給事業をめぐる紛争が解決し、1920年代半ばより両社の間に協調関係が成立しつつあったという事情が存在した。両社間の関係強化の結果、長年にわたり利便性向上の妨げとなっていた電車事業分立の解消が具体化され、1934年（昭和9年）に新会社設立による電車事業一元化が決定するに至った。
こうして1934年10月26日、路面電車一元化の受け皿として福博電車株式会社が設立され、同年11月1日付で博多電気軌道の軌道事業・バス事業と東邦電力の軌道事業（営業キロ9.3キロメートル）が新会社へ移管された。新会社福博電車の資本金は330万円。新会社への移行は博多電気軌道と東邦電力の共同現物出資によるもので、出資額は博多電気軌道側が89万1278円、東邦電力側が240万3015円とされた。
その後福博電車株式会社は太平洋戦争下における福岡県内の交通統合に参加し、1942年（昭和17年）9月1日付で九州鉄道・博多湾鉄道汽船・筑前参宮鉄道とともに九州電気軌道へと合併され、西日本鉄道（西鉄）となった。以後福博電車の路線は西鉄の「福岡市内線」となったが、1979年（昭和54年）に全線廃止となり現存しない。

### 年表
- 1909年（明治42年）
  - 7月30日 : 博多馬車軌道（後の博多電気軌道）発起人に対し筑紫郡堅粕村（吉塚駅前）から福岡市橋口町（現・天神）に至る軌道敷設特許[7]。
  - 9月25日 : 北筑軌道株式会社設立[7]。
- 1910年（明治43年）
  - 3月31日 : 博多電気軌道株式会社設立[5]。
  - 7月6日 : 博多電気軌道に対し、福岡市洲崎土手町（現・天神） - 同市馬場新町（博多駅前間）などの軌道敷設特許[7]。
  - 7月26日 : 博多電気軌道に対し、筑紫郡千代村 - 博多駅前間の軌道敷設特許[7]。
  - 10月6日 : 博多電気軌道が北筑軌道を合併[7]。
  - 11月13日 : 北筑軌道線が今川橋から加布里までの全区間で開業。この時に今川橋停留場 - 姪浜停留場間が開業[7]。
- 1911年（明治44年）
  - 10月1日 : 博多電気軌道開業[24]。
  - 10月2日 : 循環線のうち博多駅前停留場 - 取引所前停留場間が開業[5]。
  - 11月15日 : 取引所前停留場 - 豊平停留場（後の大学通）間延伸開業[5]。
- 1912年（明治45年）
  - 1月30日 : 大学通停留場 - 三角停留場間延伸開業[5]。
  - 7月1日 : 築港線による貨物営業開始[5]。
  - 11月4日 : 九州水力電気株式会社が博多電気軌道を合併[18]。
- 1914年（大正3年）
  - 4月22日 : 循環線全線開業[5]。
- 1919年（大正8年）
  - 12月3日 : 北筑線一部電化認可[20]。
- 1920年（大正9年）
  - 6月22日 : 福岡市大字庄 - 早良郡西新町間の軌道敷設特許[28]。
- 1922年（大正11年）
  - 7月26日 : 北筑線今川橋停留場 - 姪浜停留場間にて電車運転開始[20]。
- 1927年（昭和2年）
  - 3月26日 : 城南線渡辺通一丁目停留場 - 西新町停留場間開業[20]。
- 1928年（昭和3年）
  - 5月31日 : 北筑線非電化区間（姪浜停留場間 - 加布里停留場間）を営業休止の上で北九州鉄道へ譲渡[20]。
- 1929年（昭和4年）
  - 5月5日 : 博多電気軌道株式会社（2代目）が設立[24]（17日設立登記[29]）。
  - 7月1日 : 九州水力電気、博多電気軌道へ軌道事業を譲渡[24]。
- 1930年（昭和5年）
  - 10月21日 : 城南線のうち渡辺通一丁目停留場 - 高等学校前停留場間複線化[20]。
- 1932年（昭和7年）
  - 3月18日 : 北筑線のうち今川橋停留場 - 西新町停留場間を東邦電力へ譲渡[20]
- 1934年（昭和9年）
  - 11月1日 : 福博電車株式会社（10月26日設立）、博多電気軌道から軌道・バス事業、東邦電力から軌道事業を譲り受ける[25]。
- 1942年（昭和17年）
  - 9月1日 : 九州電気軌道が福博電車ほか3社を合併し、西日本鉄道株式会社（西鉄）が成立（19日合併登記・22日商号変更登記）[27]。旧福博電車の路線は福岡市内線となる。

## 路線

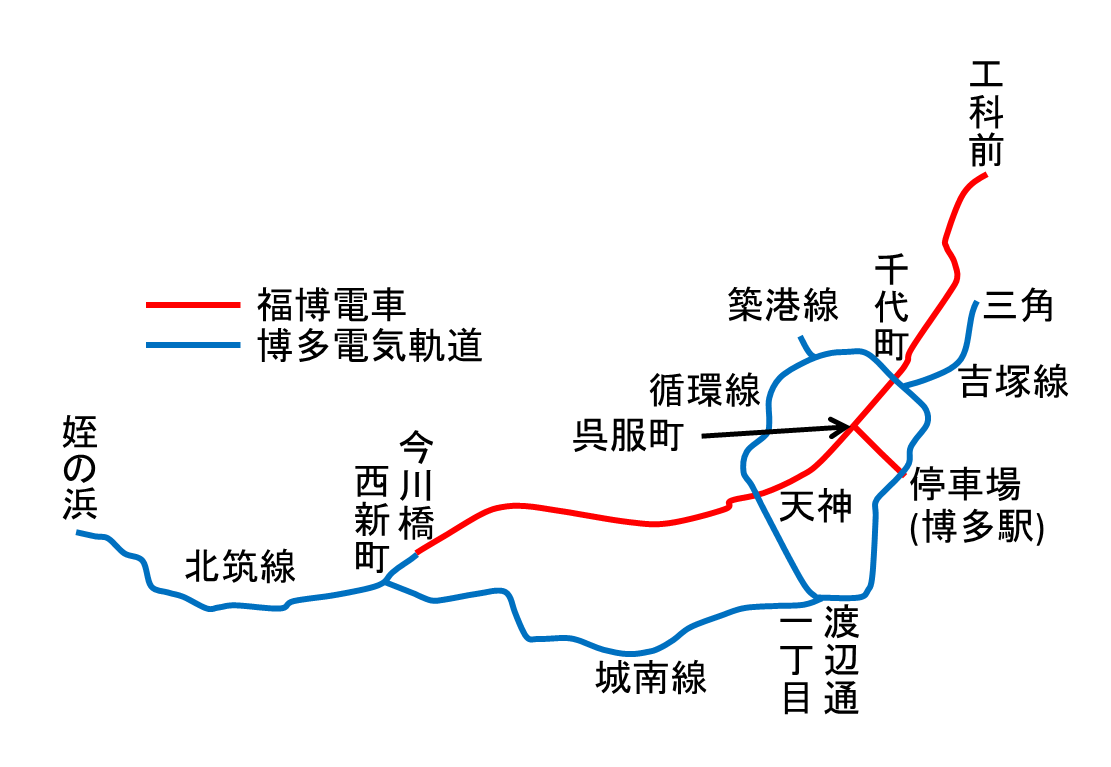
福岡市内の路面電車路線図、1930年代頃、博多電気軌道は青線

博多電気軌道が運営していた軌道路線は、後年「西鉄福岡市内線」と総称された路線群のうち、「貫線」の一部（九大前 - 姪浜間のうち今川橋以西で当時は「北筑線」と称する）と「循環線」（博多駅前 - 天神町 - 新博多駅前 - 博多駅前間）、「吉塚線」（西門通 - 三角間）、「城南線」（渡辺通一丁目 - 西新町間）、「築港線」（貨物線、吉塚駅構内 - 博多築港間）の5路線である。
路線は全線が福岡市内にあったが、途中で福岡市へ編入された地域を除いた旧市域内では「循環線」が通った博多部の博多駅周辺・博多港周辺と福岡部の天神周辺に限られる。旧市域以外では「循環線」東部・「吉塚線」は旧千代町・堅粕町の地域、「循環線」南部は旧住吉町の地域、「城南線」は旧警固村・鳥飼村の地域（ただし開業時にはすでに福岡市へ編入）、「北筑線」は旧西新町・姪浜町の地域をそれぞれ通った。

### 停留場一覧
福博電車移管前、1930年（昭和5年）発行の地図に見える停留場は以下の通り。
循環線
博多駅前 - 矢倉門 - 瓦町 - 住吉二丁目 - 住吉宮前 - 蓑島 - 柳橋 - 新柳町 - 渡辺通一丁目 - 渡辺通三丁目 - 渡辺通四丁目 - 渡辺通五丁目 - 渡辺通六丁目 - 因幡町 - 天神町 - 橋口町 - 須崎裏 - 取引所前 - 対馬小路 - 千歳町 - 石城町 - 大浜二丁目 - 幾世町 - 旧柳町 - 新博多駅前 - 千代橋通 - 大学通 - 千代町 - 西門通 - 宝来町 - 中ノ島 - 緑橋 - 辻堂 - 博多駅前
吉塚線
西門通 - 真砂町二丁目 - 専売局前 - 妙見 - 吉塚駅前 - 三角
城南線
渡辺通一丁目 - 城南橋 - 出口 - 平尾 - 古小鳥 - 練塀町 - 天狗松 - 六本松 - 学校前 - 大土手 - 鳥飼 - 城西橋 - 麁原 - 西新町
北筑線
今川橋 - 西新町 - 防塁前 - 藤崎 - 刑務所前 - 庄 - 愛宕下 - 浦山 - 小学校前 - 姪浜

## 車両

### 電車
開業当初の電車は45両（定員40人）とされるが、うち11両は1915年（大正4年）以降の統計には見られない。1915年以降も残った34両（車両番号 1 - 34）はいずれも木造単車で、26号までは日本車輌製造製、27号以降は川崎造船所製である。1923年（大正12年）に日本車輌製造で木造単車7両（車両番号 35 - 41、定員42人）を新造し、1927年（昭和2年）にも東洋車輌にて鋼製単車5両（車両番号 42 - 46、定員42人）を新造している。以後は中古車の購入によって賄っており、1929年（昭和4年）に10両（車両番号47 - 56、木造単車・定員42人）、1931年（昭和6年）に3両（車両番号 57 - 59、木造単車・定員42人）をいずれも大阪市電から譲り受けた。
博多電気軌道が運転したこれら59両の電車は、東邦電力との事業統合後、福博電車時代には90 - 148号とされた。西鉄となった後、ボギー車への置き換えに伴い東邦電力引継ぎの単車とあわせて1954年（昭和29年）までにすべて廃車となっている。
なお1915年に、函館市で路面電車を経営する函館水電が九州水力電気より1911年川崎造船所製の木造単車を5両購入したとされる。函館水電では26 - 30号を名乗り、最後まで残った29号が1937年（昭和12年）に排雪車（排1号）に改造の上、函館市電に引き継がれて1997年（平成9年）まで使用されていた。

### 電動貨車・機関車
1912年の築港線による貨物営業開始に際し、1911年（明治44年）に日本車輌製造で製造された5トン積み電動貨車5両（車両番号 1 - 5）が導入され、乗り入れ貨車の牽引に用いられた。しかし5両のうち2両は1918年（大正7年）に京都電灯勝山電気鉄道へと売却された。1923年には、北筑線用として安川電機製作所にて電気機関車2両が製造された。この車両も後に軌間変更の上で築港線へと移籍している（車両番号 4 - 5）。